# Nyárlőrinc
Nyárlőrinc község Bács-Kiskun vármegye Kecskeméti járásában. 1899 és 1913 között Koháryszentlőrinc volt a neve.

## Fekvése
Nyárlőrinc a Duna-Tisza közi homokhátság „fővárosától”, Kecskeméttől 18 kilométerre fekszik kelet-délkelet felé.
A közvetlenül határos települések: északkelet felől Szentkirály, kelet felől Lakitelek, délkelet felől Tiszaalpár, dél felől Kiskunfélegyháza, délnyugat felől Városföld, nyugat-északnyugat felől pedig Kecskemét.

### Megközelítése
Közigazgatási területén végighalad kelet–nyugati irányban a 44-es főút, közúton ez a legfontosabb megközelítési útvonala. Központjába a 45 102-es számú mellékút vezet; külterületeit a nyugati határszélén érinti még a 4614-es út is, de annak itteni részei leginkább mezőgazdasági hasznosítású, változó felépítményű vagy burkolatlan útszakaszok.
Vasúton is könnyen megközelíthető a település, a MÁV 145-ös számú, a 44-es főúttal közel párhuzamosan futó Kecskemét–Szolnok-vasútvonalán. A vasútnak egykor nem kevesebb, mint öt megállási pontja volt a község területén (Szolnok vasútállomás felől sorrendben: Nyárjas megállóhely, Kohárykertek megállóhely, Nyárlőrinc alsó megállóhely, Nyárlőrinc megállóhely, Nyárlőrinci szőlők megállóhely), ezek a Kohárykertek mh. kivételével ma is működnek.
Az említettek közül a vasútállomás a belterülettől nyugatra található, közúton a 4614-es út és a 44-es főút kereszteződése közelében az előbbiből nyugatnak kiágazó 45 301-es úton érhető el; a településközponthoz Nyárlőrinc alsó helyezkedik el a legközelebb, a már említett 45 102-es út mellett. A többi megállóhelyet csak önkormányzati utakon lehet megközelíteni.

## Története
A község hét évszázados történelmi múltra tekint vissza, nevét a Szent Lőrinc tiszteletére szentelt templomáról kapta a 13. században. A török időkben elnéptelenedett és határát Kecskemét városa szerezte meg, pusztaként. 1899-ben Koháryszentlőrinc néven önálló községgé alakult Kecskemétből kiválva, de 1913-ban ismét a városhoz csatolták. Mai önállóságát 1950-ben nyerte el, ekkor kapta aktuális elnevezését.
A község középpontjában Árpád-kori templomrom található, amely a vármegye harmadik középkori templommaradványa (a mizsei és a soltszentimrei után) és az ország jelentős kulturális értéke. Feltárt alapfalak történelmi romkertté alakítása a 2000. évi millenniumi évforduló tiszteletére történt.

## Közélete

### Polgármesterei
- 1990–1994: Vribinszki Józsefné (független)[3]
- 1994–1998: Vribinszki Józsefné (független)[4]
- 1998–2002: Pancza János (független)[5]
- 2002–2006: Pancza János (független)[6]
- 2006–2010: Pap Sándor (független)[7]
- 2010–2014: Pap Sándor (független)[8]
- 2014–2019: Pénzváltó István (független)[9]
- 2019–2024: Pénzváltó István (független)[10]
- 2024– : Pácsa József Lajos (független)[1]

## Népesség
A település népességének változása:
| Lakosok száma | 2319 | 2323 | 2332 | 2284 | 2263 | 2289 | 2258 |
|               | 2013 | 2014 | 2018 | 2021 | 2022 | 2023 | 2024 |

A 2011-es népszámlálás során a lakosok 89,7%-a magyarnak, 0,6% németnek mondta magát (10,1% nem nyilatkozott; a kettős identitások miatt a végösszeg nagyobb lehet 100%-nál). A vallási megoszlás a következő volt: római katolikus 65,5%, református 10,3%, evangélikus 0,3%, görögkatolikus 0,1%, felekezeten kívüli 5,1% (17,7% nem nyilatkozott).
2022-ben a lakosság 89,4%-a vallotta magát magyarnak, 0,4% németnek, 0,3% cigánynak, 0,1-0,1% ukránnak, szlováknak, horvátnak és románnak, 1,8% egyéb, nem hazai nemzetiségűnek (10,2% nem nyilatkozott; a kettős identitások miatt a végösszeg nagyobb lehet 100%-nál). Vallásuk szerint 42,9% volt római katolikus, 8,7% református, 0,4% evangélikus, 0,2% görög katolikus, 1,1% egyéb keresztény, 1,2% egyéb katolikus, 7,9% felekezeten kívüli (37,6% nem válaszolt).

## Nevezetességei
A község elhelyezkedésére, táji-, természeti adottságaira a turizmus mint gazdasági ágazat nem jellemző.
A település idegenforgalmi kínálatai között elsőként, a település központjában található Árpád-kori templomromot említhetnénk, a feltárt alapfalainak történelmi romkertté alakítása a 2000. évi millenniumi évforduló tiszteletére történt.
Helyreállításával a megye harmadik középkori templommaradványa (a mizsei és a soltszentimrei után), és az ország jelentős kulturális értéke.
Természeti értékei között említhető a község jelentős méretű erdőterülete (1697 ha) – amelyet akác, nyár, fenyő és tölgy alkot –, legvonzóbb része a III. körzetben található őstölgyes.
A vadászat kedvelői így a környező erdőállomány területén hódolhatnak szenvedélyüknek.